# 基督圣殿 (塞维利亚)

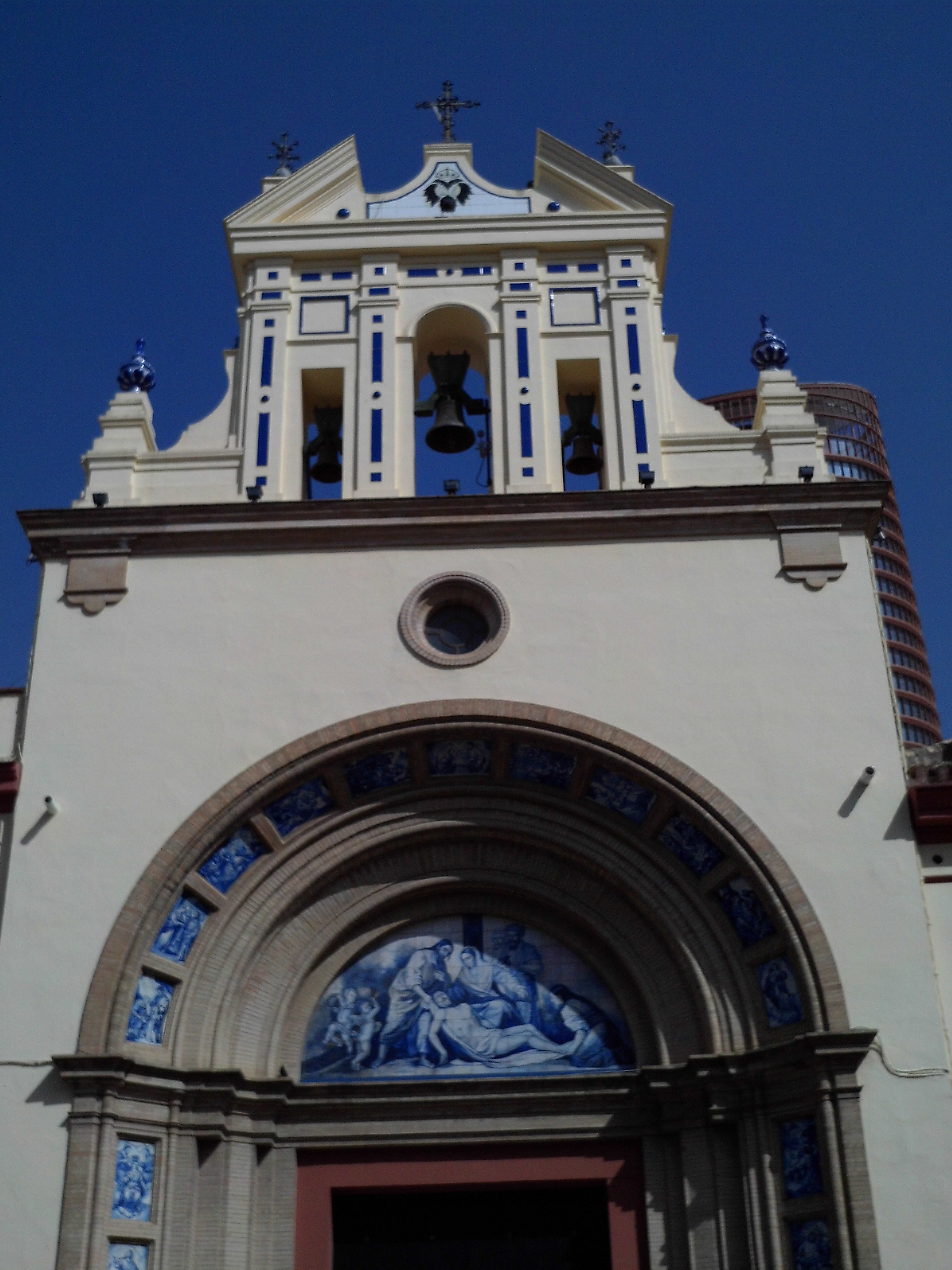

基督圣殿（Basílica del Cristo de la Expiración）是一座罗马天主教宗座圣殿，位于西班牙塞维利亚特里亚纳区。
目前的教堂包括两座平行连接的教堂，老堂建于1689年。1946年4月28日，在它旁边另建一座新堂。1960年3月8日祝圣。
2012年2月22日，教宗本笃十六世将该堂升格为宗座圣殿。这是塞维利亚的第四座宗座圣殿，仅次于马卡雷纳圣殿、耶稣圣殿和圣母进教之佑圣殿，也是特里亚纳区唯一的宗座圣殿。